# Hydrovatus capnius
Hydrovatus capnius är en skalbaggsart som beskrevs av Guignot 1950. Hydrovatus capnius ingår i släktet Hydrovatus och familjen dykare. Inga underarter finns listade i Catalogue of Life.